# Giovanni Cornacchia
Giovanni Cornacchia (né le 18 juin 1939 à Pescara - mort le 23 juillet 2008 dans la même ville) est un athlète italien, spécialiste du 110 mètres haies.

## Biographie
En 1962, Giovanni Cornacchia s'adjuge la médaille d'argent sur 110 mètres haies lors des Championnats d'Europe, derrière le Soviétique Anatoliy Mikhailov.
Aux Jeux olympiques de 1964, il se classe 7e de la finale remportée par l'Américain Hayes Jones. La finale du 110 mètres haies compte deux autres athlètes italiens : Eddy Ottoz, 4e et Giorgio Mazza, 8e.
Lors de l'Universiade de 1965, à Budapest, il s'incline face à Eddy Ottoz.
En 1967, Cornacchia s'impose lors des Jeux méditerranéens, avec un temps de 14 s 2.
Après le décès de Giovanni Cornacchia en 2008, le stade Adriatico de Pescara est baptisé en l'honneur de l'athlète, natif de la ville.

### Palmarès
| Date | Compétition           | Lieu     | Résultat | Performance |
| ---- | --------------------- | -------- | -------- | ----------- |
| 1962 | Championnats d'Europe | Belgrade | 2e       | 14 s 0      |
| 1964 | Jeux olympiques       | Tokyo    | 7e       | 14 s 12     |
| 1965 | Universiade           | Budapest | 2e       | 13 s 9      |
| 1966 | Championnats d'Europe | Budapest | 5e       | 14 s 2      |
| 1967 | Jeux méditerranéens   | Tunis    | 1er      | 14 s 2      |

### Records
| Épreuve          | Performance | Lieu  | Date            |
| ---------------- | ----------- | ----- | --------------- |
| 110 mètres haies | 14 s 06     | Tokyo | 18 octobre 1964 |